# Никола Охридски
Никола Охридски (на френски: Nicola) е католически духовник от XIV век.

## Биография
В края на XIII и началото на XIV век Римската курия, подкрепяна от албанското католическо благородничество, подема акция за отваряне на катедри в албанските краища на Охридския и Цариградския диоцез. При папа Йоан XXII плановете за експанзия на изток и изтласкване на „схизматиците“ православни придобиват мащаб и на 19 март 1320 година доминиканецът Никола е назначен, а на 17 август 1320 година е ръкоположен за охридски архиепископ. Никола обаче остава в Авиньон като титулярен глава на епархията си, очаквайки по-изгодни времена за пристигане на катедрата.